# Єва Гребель
Єва К. Гребель (30 січня 1965, Дірдофр)— німецький астроном. З 2007 року співдиректор Інституту астрономічних обчислень в Гейдельберзькому університеті в Німеччині. Єва Гребель є експерткою у вивченні зоряних популяцій та утворення галактик.

## Дослідження
Дослідження Гребель орієнтовані на зірки галактики Чумацький Шлях та інших об'єктів локальної групи галактик, включаючи Великі і Малі Магелланові хмари, а також сусідні Карликові галактики. Дослідження Гребель стосуються хімічної еволюції і структури галактик, формування зірок і властивостей різних зоряних популяцій з метою реконструкції походження і еволюції Чумацького Шляху та інших галактик.

## Біографія
Гребель вивчала фізику та астрономію в Боннському університеті, отримавши диплом в 1991 році. Влітку того ж року вона була літньою студенткою в Науковому інституті космічного телескопа в Балтіморі.
Єва навчалася в аспірантурі Боннського університету два роки (1992—1994 рр.). Потім була студенткою в обсерваторії La Silla в Чилі й отримала докторський ступінь у 1995 році з відзнакою. Тема дисертації — «Зоряні популяційні дослідження в сусідніх галактиках».
Згодом Гребель викладала в Університеті штату Іллінойс в Урбані-Шампейн (1995—1996), у Вюрцбургському університеті (1996—1997) і в Каліфорнійському університеті, Санта-Крус (1997—1998). Вона отримала стипендію Хаббла в 1998 році, приєднавшись до Вашингтонського університету в Сіетлі як співробітниця Hubble 1998—2000.
У 2000 році Гребель повернулася до Німеччини, працюючи керівницею дослідницької групи в Інституті астрономії ім. Макса Планка в Гейдельберзі. У 2003 році прийняла призначення на кафедру спостережної астрономії в Астрономічному інституті Базельського університету, ставши наступницею Густава Таммана. У 2004—2007 роках — директор цього інституту.
У 2007 році Гребель отримала вчене звання професора астрономії у Гейдельберзькому університеті, де також стала одним з двох директорів Інституту астрономічних обчислень. У той час Гребель була єдиною жінкою-професором астрономії в Німеччині.
Єва Гребель є головою DFG — спільного наукового центру 881 «Система Чумацького Шляху» в Гейдельберзькому університеті і президентом комісії H1 «Місцевий Всесвіт» Міжнародного астрономічного союзу.

## Нагороди та премії
- 2015: Hector Science Award і членство в Hector Fellow Academy[10]
- 2006: Нагорода Йогана Уемпе, AIP
- 1999: Міжнародний грант на грант Генрі Кретьєна, AAS
- 1996: Премія Людвіга Бірманна, Німецьке астрономічне товариство